# 69. BAFTA-gála
A 69. BAFTA-gálát 2016. február 14-én tartotta a Brit film- és televíziós akadémia a Royal Opera House-ban, melynek keretében a 2015. év legjobb filmjeit és alkotóit díjazta.

## A BAFTA filmdíjai

### Díjazottak és jelöltek
A nyertesek a táblázat első sorában, félkövérrel vannak jelölve.
| Legjobb film | Legjobb rendező |
| --- | --- |
| - A visszatérő - A nagy dobás - Carol - Kémek hídja - Spotlight – Egy nyomozás részletei | - Alejandro González Iñárritu – A visszatérő - Adam McKay – A nagy dobás - Todd Haynes – Carol - Steven Spielberg – Kémek hídja - Ridley Scott – Mentőexpedició |
| Legjobb férfi főszereplő | Legjobb női főszereplő |
| - Leonardo DiCaprio – A visszatérő - Eddie Redmayne – A dán lány - Matt Damon – Mentőexpedíció - Michael Fassbender – Steve Jobs - Bryan Cranston – Trumbo | - Brie Larson – A szoba - Alicia Vikander – A dán lány - Saoirse Ronan – Brooklyn - Cate Blanchett – Carol - Maggie Smith – A kertbérlő |
| Legjobb férfi mellékszereplő | Legjobb női mellékszereplő |
| - Mark Rylance – Kémek hídja - Christian Bale – A nagy dobás - Idris Elba – Hontalan fenevadak - Benicio del Toro – Sicario – A bérgyilkos - Mark Ruffalo – Spotlight – Egy nyomozás részletei | - Kate Winslet – Steve Jobs - Jennifer Jason Leigh – Aljas nyolcas - Julie Walters – Brooklyn - Rooney Mara – Carol - Alicia Vikander – Ex Machina |
| Legjobb eredeti forgatókönyv | Legjobb adaptált forgatókönyv |
| - Tom McCarthy és Josh Singer – Spotlight – Egy nyomozás részletei - Matt Charman, Ethan Coen és Joel Coen – Kémek hídja - Josh Cooley, Pete Docter és Meg LeFauve – Agymanók - Alex Garland – Ex Machina - Quentin Tarantino – Aljas nyolcas | - Adam McKay és Charles Randolph – A nagy dobás - Emma Donoghue – A szoba - Nick Hornby – Brooklyn - Phyllis Nagy – Carol - Aaron Sorkin – Steve Jobs |
| Legjobb operatőr | Legjobb debütálás (brit forgatókönyvíró, filmrendező vagy producer) |
| - Emmanuel Lubezki – A visszatérő - Roger Deakins – Sicario – A bérgyilkos - Janusz Kamiński – Kémek hídja - Edward Lachman – Carol - John Seale – Mad Max – A harag útja | - Naji Abu Nowar (író/rendező) és Rupert Lloyd (producer) – A sivatagon át - Stephen Fingleton (író/rendező) – A túlélő - Alex Garland (rendező) – Ex Machina - Debbie Tucker Green (író/rendező) – Second Coming - Sean McAllister (rendező/producer) és Elhum Shakerifar (producer) – Szíriai love story |
| Kiemelkedő brit film | Legjobb dokumentumfilm |
| - Brooklyn – John Crowley, Finola Dwyer, Nick Hornby és Amanda Posey - 45 év – Tristan Goligher és Andrew Haigh - Amy – Az Amy Winehouse-sztori – James Gay-Rees és Asif Kapadia - A dán lány – Tim Bevan, Lucinda Coxon, Eric Fellner, Anne Harrison, Tom Hooper és Gail Mutrux - A homár – Ceci Dempsey, Efthimis Filippou, Ed Guiney, Jórgosz Lánthimosz és Lee Magiday - Ex Machina – Alex Garland, Andrew Macdonald és Allon Reich | - Amy – Az Amy Winehouse-sztori – James Gay-Rees és Asif Kapadia - Cartel Land – Matthew Heineman és Tom Yellin - Listen to Me Marlon – John Battsek, George Chignell, R. J. Cutler és Stevan Riley - Malala – Davis Guggenheim, Laurie MacDonald és Walter Parkes - Sherpa – Bridget Ikin, Jennifer Peedom és John Smithson |
| Legjobb filmzene | Legjobb hang |
| - Aljas nyolcas – Ennio Morricone - A visszatérő – Carsten Nicolai és Ryuichi Sakamoto - Csillagok háborúja VII: Az ébredő Erő – John Williams - Kémek hídja – Thomas Newman - Sicario – A bérgyilkos – Jóhann Jóhannsson | - A visszatérő – Lon Bender, Chris Duesterdiek, Martin Hernández, Frank A. Montaño, Jon Taylor és Randy Thom - Csillagok háborúja VII: Az ébredő Erő – David Acord, Andy Nelson, Christopher Scarabosio, Stuart Wilson és Matthew Wood - Kémek hídja – Richard Hymns, Drew Kunin, Andy Nelson és Gary Rydstrom - Mad Max – A harag útja – Scott Hecker, Chris Jenkins, Mark Mangini, Ben Osmo, Gregg Rudloff és David White - Mentőexpedíció – Paul Massey, Mac Ruth, Oliver Tarney és Mark Taylor |
| Legjobb díszlet | Legjobb vizuális effektek |
| - Mad Max – A harag útja – Colin Gibson és Lisa Thompson - Carol – Judy Becker és Heather Loeffler - Csillagok háborúja VII: Az ébredő Erő – Rick Carter, Darren Gilford és Lee Sandales - Kémek hídja – Rena DeAngelo és Adam Stockhausen - Mentőexpedíció – Celia Bobak és Arthur Max | - Csillagok háborúja VII: Az ébredő Erő – Chris Corbould, Roger Guyett, Paul Kavanagh és Neal Scanlan - A Hangya – Jake Morrison, Greg Steele, Dan Sudick és Alex Wuttke - Ex Machina – Mark Ardington, Sara Bennett, Paul Norris és Andrew Whitehurst - Mad Max – A harag útja – Andrew Jackson, Dan Oliver, Tom Wood és Andy Williams - Mentőexpedíció – Chris Lawrence, Tim Ledbury, Richard Stammers és Steven Warner                                                                          |
| Legjobb jelmez | Legjobb smink |
| - Mad Max – A harag útja – Jenny Beavan - A dán lány – Paco Delgado - Brooklyn – Odile Dicks-Mireaux - Carol – Sandy Powell - Hamupipőke – Sandy Powell | - Mad Max – A harag útja – Damian Martin és Lesley Vanderwalt - A dán lány – Jan Sewell - A visszatérő – Siân Grigg, Duncan Jarman és Robert Pandini - Brooklyn – Morna Ferguson és Lorraine Glynn - Carol – Jerry DeCarlo és Patricia Regan |
| Legjobb vágás | Legjobb nem angol nyelvű film |
| - Mad Max – A harag útja – Margaret Sixel - A nagy dobás – Hank Corwin - A visszatérő – Stephen Mirrione - Kémek hídja – Michael Kahn - Mentőexpedíció – Pietro Scalia | - Eszeveszett mesék - A sivatagon át - Lavina - Nie jinniang (刺客聶隱娘, Nie yin niang) - Timbuktu |
| Legjobb animációs film | Legjobb animációs rövidfilm |
| - Agymanók – Pete Docter - Minyonok – Pierre Coffin és Kyle Balda - Shaun, a bárány – A film – Mark Burton és Richard Starzak | - Edmond – Nina Gantz és Emilie Jouffroy - Manoman – Simon Cartwright és Kamilla Kristiane Hodol - Prologue – Richard Williams és Imogen Sutton |
| Legjobb rövidfilm | Orange Rising Star Award |
| - Operator – Caroline Bartleet és Rebecca Morgan - Elephant – Nick Helm, Alex Moody és Esther Smith - Mining Poems or Odes – Jack Cocker és Callum Rice - Over – Jeremy Bannister és Jörn Threlfall - Samuel-613 – Cheyenne Conway és Billy Lumby | - John Boyega - Taron Egerton - Dakota Johnson - Brie Larson - Bel Powley |

### Akadémiai tagság
Sidney Poitier

### Kiemelkedő brit hozzájárulás a mozifilmekhez
Angels Costumes jelmeztervező cég

## Többszörös jelölések és elismerések
| Jelölés | Díj | Cím                                   |
| ------- | --- | ------------------------------------- |
| 9       | 1   | Kémek hídja                           |
| 9       | 0   | Carol                                 |
| 8       | 5   | A visszatérő                          |
| 7       | 4   | Mad Max – A harag útja                |
| 6       | 1   | Brooklyn                              |
| 6       | 0   | Mentőexpedíció                        |
| 5       | 1   | A nagy dobás                          |
| 5       | 0   | A dán lány                            |
| 5       | 0   | Ex Machina                            |
| 4       | 1   | Csillagok háborúja VII: Az ébredő Erő |
| 3       | 1   | Aljas nyolcas                         |
| 3       | 1   | Spotlight – Egy nyomozás részletei    |
| 3       | 1   | Steve Jobs                            |
| 3       | 0   | Sicario – A bérgyilkos                |
| 2       | 1   | Agymanók                              |
| 2       | 1   | Amy – Az Amy Winehouse-sztori         |
| 2       | 1   | A sivatagon át                        |
| 2       | 1   | A szoba                               |

## Külső hivatkozások
- Hivatalos weboldal